# جک استفنز
جک استیونز (انگلیسی: Jack Stephens؛ زادهٔ ۲۷ ژانویهٔ ۱۹۹۴) یک بازیکن فوتبال اهل انگلستان است که در پست مدافع میانی برای باشگاه ساوتهمپتون به عنوان کاپیتان بازی می‌کند.